# Astor (voilier)
Pour les articles homonymes, voir Astor.
Astor, initialement appelé ADA, est une goélette en bois, lancée en 1924. Elle est conçue par William Fife. Le voilier remporte la Sydney-Hobart en temps réel à trois reprises, en 1961, 1963 et 1964.

## Aspects techniques
Le voilier mesure 26,21 m de long, pour 4,57 m de large. Il est construit en bois de chêne originaire d'Angleterre et de planche de teck, reliées entre elles par des rivets en bronze.

## Histoire en course
En 1961, il remporte la Sydney-Hobart en temps réel,.
L'année suivante, Astor termine deuxième à cinquante-sept secondes d'un voilier américain, après avoir mené la course près de huit heures devant lui.
En 1963 et 1964, il remporte à nouveau la Sydney-Hobart,.

## Épilogue
En 2004, il participe au Hahn Premium Race Week.